# Muhammad Nagib

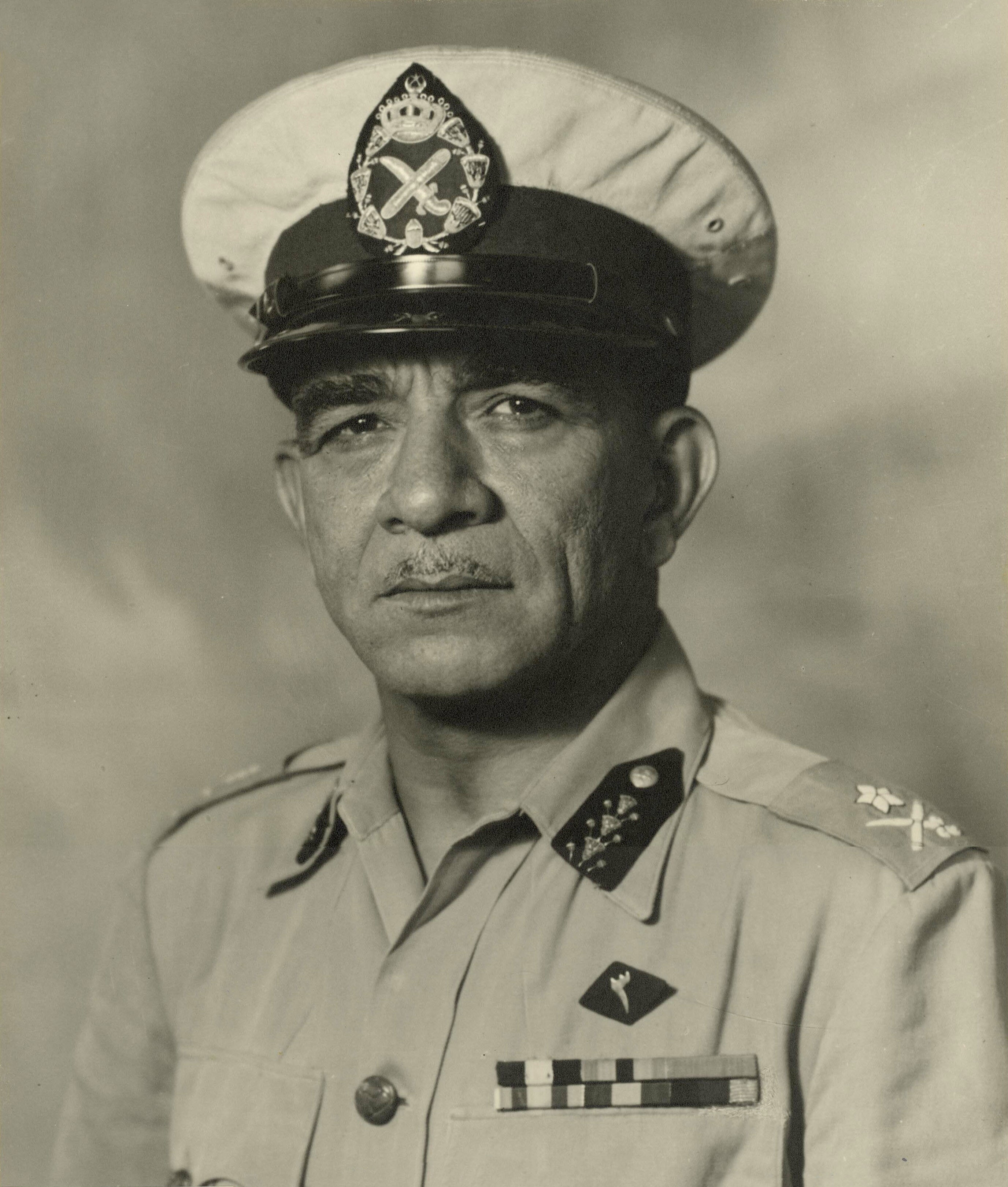
Muhammad Nagib (1954)

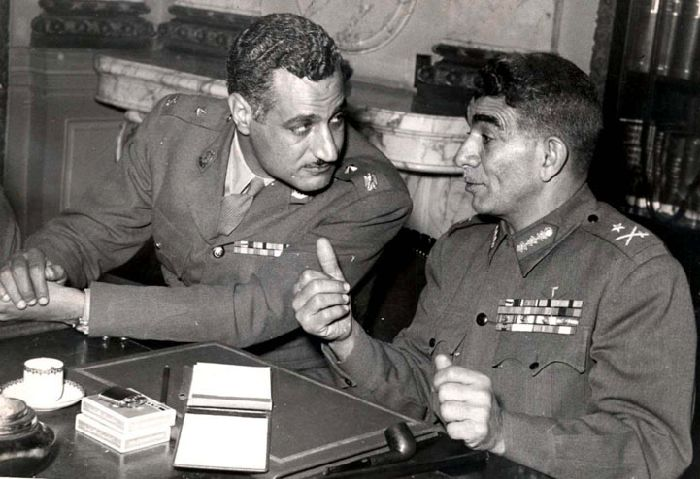
Nasser und Nagib (1954)

Muhammad Nagib (auch Mohamed Naguib, arabisch محمد نجيب Muhammad Nadschib, DMG Muḥammad Nağīb; * 20. Februar 1901 in Khartum, Sudan; † 28. August 1984 in Kairo) war ein ägyptischer Offizier (zuletzt im Rang eines Generalmajors) und Politiker. Nach der Ausrufung der Republik war er 1953/54 erster Staatspräsident Ägyptens.

## Leben
Nagib besuchte die Militärakademie in Kairo. Er stieg bald bis zum Generalmajor auf und nahm am Palästinakrieg gegen Israel teil. Am 23. Juli 1952 stürzte er durch einen Militärputsch mit Gamal Abdel Nasser und den Freien Offizieren König Faruq. Nagib wurde Oberbefehlshaber der Streitkräfte Ägyptens und am 9. September 1952 Ministerpräsident. Er leitete in Ägypten eine Bodenreform und ein Verbot der Parteien, vor allem der Wafd-Partei als Repräsentantin der bisherigen Führungsschicht ein.
Am 18. Juni 1953 proklamierte Nagib die Republik Ägypten und wurde zum ersten Präsidenten Ägyptens ernannt. Nasser wurde Oberbefehlshaber der Streitkräfte und stellvertretender Ministerpräsident. Am 24. Februar 1954 wurde Nagib von Nasser zum Rücktritt gezwungen, als er gegen dessen Willen zu einem parlamentarischen Regierungssystem zurückkehren wollte. Nach einem Volksaufbegehren kehrte Muhammad Nagib bereits am 8. März 1954 ins Amt des Staatspräsidenten zurück, konnte jedoch keine Machtbefugnisse mehr auf sich vereinen. Wenig später nahm Nasser ein auf ihn verübtes Attentat islamistischer Terroristen zum Anlass, Nagib der Mitwisserschaft zu bezichtigen und ihn abzusetzen. Nagib musste am 14. November 1954 endgültig seinen Rücktritt erklären und wurde wegen angeblicher Mitwisserschaft an dem Attentat von Nasser unter Hausarrest gestellt. Erst 1971, nach Nassers Tod, wurde der Hausarrest durch Staatspräsident Anwar as-Sadat aufgehoben und Nagib vollständig rehabilitiert.
Muhammad Nagib starb am 28. August 1984 in Kairo. Er wurde in Anwesenheit von Staatschef Husni Mubarak mit militärischen Ehren bestattet. Eine Station der Metro Kairo ist nach ihm benannt.